# سانشوی دوم
سانچو دوم پرتغال (به پرتغالی: Sancho II de Portugal) معروف به Sancho The Cowled یا The Capuched چهارمین پادشاه پرتغال (۱۲۲۳ - ۱۲۴۸) از دودمان بورگوندی